# Chrysoperla
Chrysoperla là một chi côn trùng cánh gân màu xanh lá cây trong họ côn trùng Chrysopidae thuộc bộ Neuroptera. Cụ thể, trong đó chi này thuộc về Chrysopini, tông lớn nhất của phân họ Chrysopinae.
Các thành viên của chi này và chi Chrysopa rất phổ biến ở Bắc Mỹ và châu Âu. Chúng chia sẻ các đặc tính tương tự và một số loài đã được di chuyển từ chi này sang chi kia và ngược lại rất nhiều lần. Ấu trùng của chúng là động vật ăn thịt và ăn rệp và các thành viên của chi này đã được sử dụng làm tác nhân phòng trừ dịch bệnh gây hại.

## Loài chọn lọc
- Chrysoperla adamsi (Henry, Wells & Pupedis, 1993)
- Chrysoperla affinis Henry et al., 2003
- Chrysoperla agilis Henry, Brooks, Duelli & Johnson, 2003
- Chrysoperla ankylopteryformis Monserrat & Díaz Aranda, 1989
- Chrysoperla annae Brooks, 1994
- Chrysoperla argentina González & Reguilón, 2002
- Chrysoperla asoralis (Banks, 1915)
- Chrysoperla barberina (Navás, 1932)
- Chrysoperla bellatula X.-k. Yang & C.-k. Yang, 1992
- Chrysoperla bolti Henry et al., 2018
- Chrysoperla brevicollis  (Rambur, 1842)
- Chrysoperla calocedrii Henry et al., 2012
- Chrysoperla carnea (Stephens, 1836)
- Chrysoperla chusanina (Navás, 1933)
- Chrysoperla comanche (Banks, 1938)
- Chrysoperla comans (Tjeder, 1966)
- Chrysoperla congrua (Walker, 1853)
- Chrysoperla decaryana (Navás, 1934)
- Chrysoperla defreitasi  Brooks, 1994
- Chrysoperla deserticola Hölzel & Ohm, 2003
- Chrysoperla downesi (Smith, 1932)
- Chrysoperla dozieri (R. C. Smith, 1931)
- Chrysoperla duellii Henry, 2019[3]
- Chrysoperla euneura X.-k. Yang & C.-k. Yang, 1992
- Chrysoperla europaea Canard & Thierry, 2020[4]
- Chrysoperla exotera (Navás, 1914)
- Chrysoperla externa (Hagen, 1861)
- Chrysoperla exul (McLachlan, 1869)
- Chrysoperla furcifera (Okamoto, 1914)
- Chrysoperla galapagoensis (Banks, 1924)
- Chrysoperla gallagheri Hölzel, 1989
- Chrysoperla genanigra de Freitas, 2003
- Chrysoperla hainanica X.-k. Yang & C.-k. Yang, 1992
- Chrysoperla harrisii (Fitch, 1855)
- Chrysoperla heidarii Henry et al., 2014
- Chrysoperla insulata (Fraser, 1957)
- Chrysoperla johnsoni Henry, Wells & Pupedis, 1993
- Chrysoperla longicaudata X.-k. Yang & C.-k. Yang, 1992
- Chrysoperla lucasina (Lacroix, 1912)
- Chrysoperla mediterranea (Hölzel, 1972)
- Chrysoperla mexicana Brooks, 1994
- Chrysoperla mutata (McLachlan, 1898)
- Chrysoperla nigrinervis Brooks, 1994
- Chrysoperla nigrocapitata Henry et al., 2015
- Chrysoperla nipponensis (Okamoto, 1914)
- Chrysoperla nyerina (Navás, 1933)
- Chrysoperla oblita (Hölzel, 1973)
- Chrysoperla orestes (Banks, 1911)
- Chrysoperla pallida Henry, Brooks, Duelli & Johnson, 2002
- Chrysoperla plicata (Tjeder, 1966)
- Chrysoperla plorabunda (Fitch, 1855)
- Chrysoperla pudica (Navás, 1914)
- Chrysoperla qinlingensis C.-k. Yang & X.-k. Yang, 1989
- Chrysoperla raimundoi de Freitas & Penny, 2001
- Chrysoperla renoni (Lacroix, 1933)
- Chrysoperla rotundata (Navás, 1929)
- Chrysoperla rufilabris (Burmeister, 1839)
- Chrysoperla savioi (Navás, 1933)
- Chrysoperla shahrudensis Henry et al., 2018
- Chrysoperla siamensis Brooks, 1994
- Chrysoperla sola X.-k. Yang & C.-k. Yang, 1992
- Chrysoperla suzukii (Okamoto, 1919)
- Chrysoperla thelephora C.-k. Yang & X.-k. Yang, 1989
- Chrysoperla volcanicola Hölzel et al., 1999
- Chrysoperla xizangana (C.-k. Yang et al. in F.-s. Huang et al., 1988)
- Chrysoperla yulinica C.-k. Yang & X.-k. Yang, 1989
- Chrysoperla zastrowi (Esben-Petersen, 1928)
  - Chrysoperla zastrowi sillemi (Esben-Petersen, 1935)

## Hình ảnh

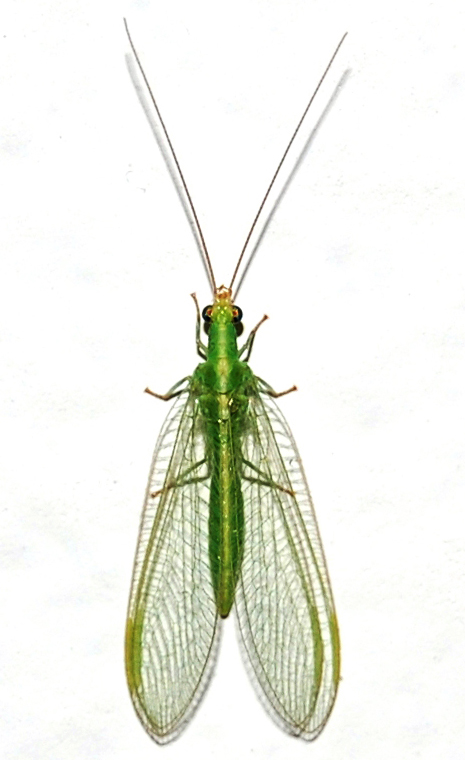
Chrysoperla mediterranea
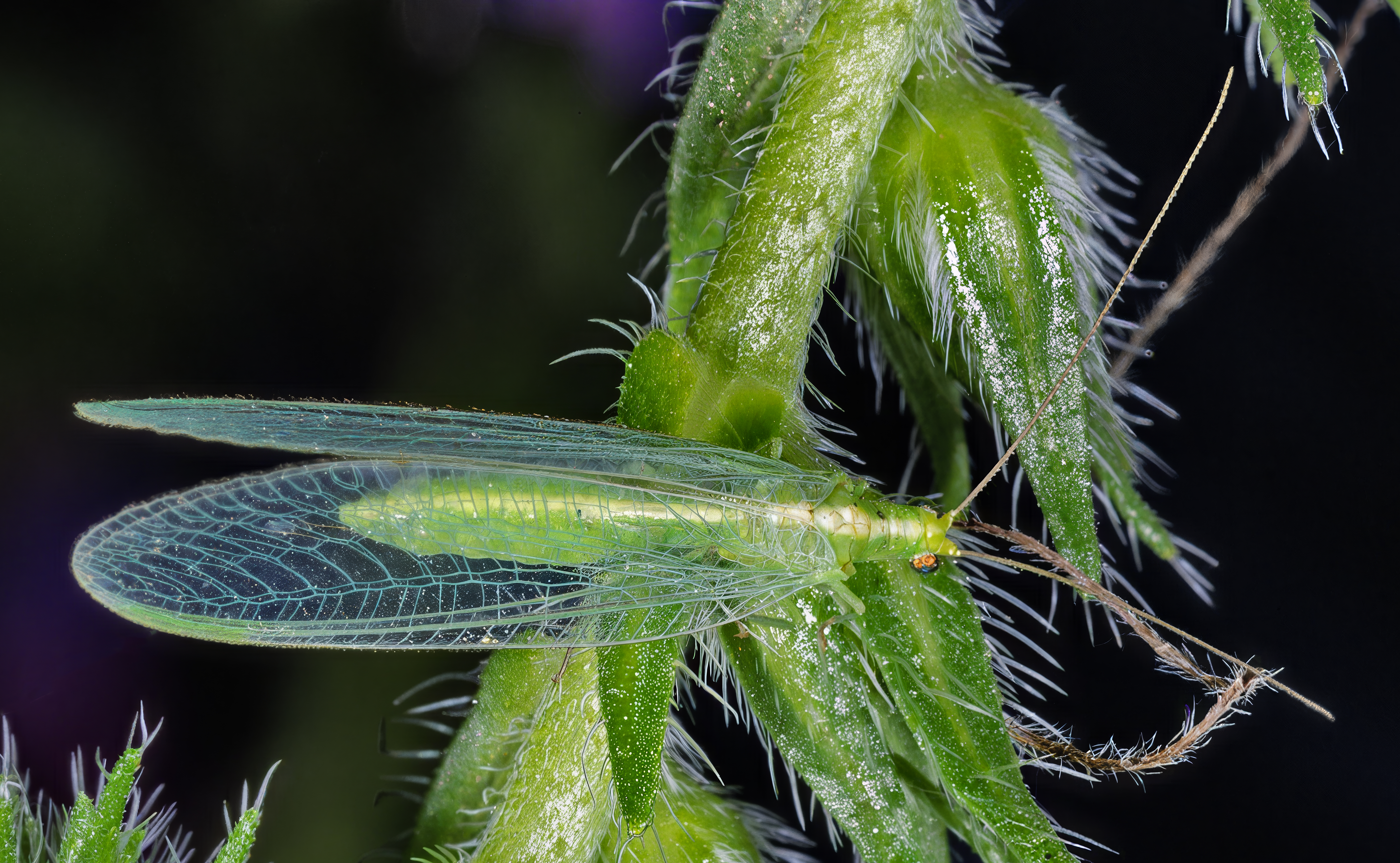
Chrysoperla carnea
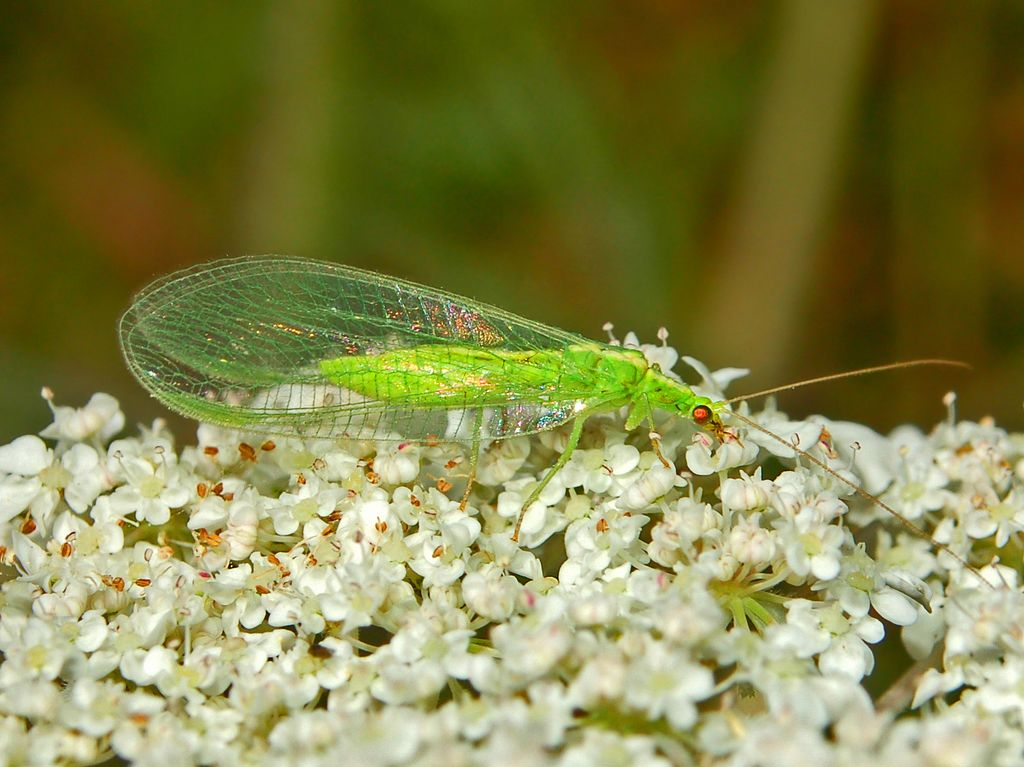
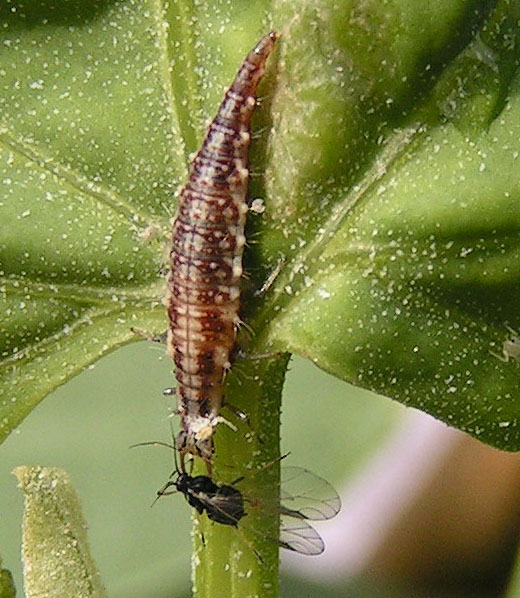
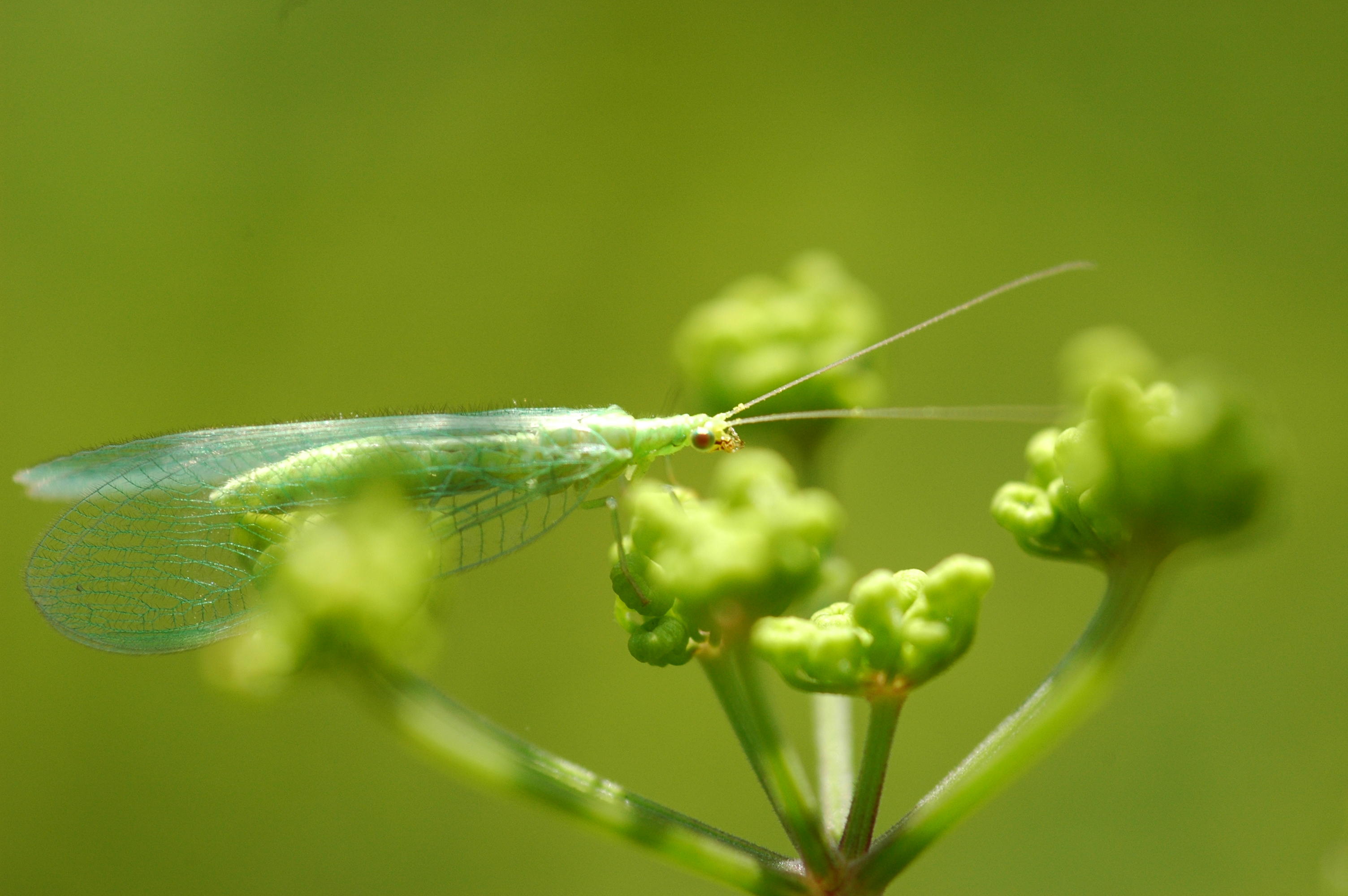

## Cước chú
1. ↑  
Villenave-Chasset, Johanna; Thierry, Dominique; Al Mamun, Abdullah; Lodé, Thierry; Rat-Morris, Elizabeth (2005). “The pollens consumed by common green lacewings Chrysoperla spp. (Neuroptera: Chrysopidae) in cabbage crop environment in western France”. 2005European Journal of Entomology. 102 (3): 547–552. doi:10.14411/eje.2005.078.
2. ↑  New (2002), Engel & Grimaldi (2007)
3. ↑  Henry, Charles S.; Taylor, Katherine L.; Johnson, J.B. (2019). “A new lacewing species of the Chrysoperla carnea species-group from central Asia associated with conifers (Neuroptera: Chrysopidae)”. Journal of Natural History. 53 (21–22): 1277–1300. doi:10.1080/00222933.2019.1644385. S2CID 202006791.
4. ↑  Canard, Michel; Thierry, Dominique (2020). “Description of a new species of Chrysoperla Steinmann, 1964 of the Ch. mediterranea Hölzel, 1972 group from Europe (Neuropterida, Neuroptera, Chrysopidae)”. Linzer biologische Beiträge. 52 (1): 141–149. doi:10.5281/zenodo.5275235.